# Stignița
Stignița – wieś w Rumunii, w okręgu Mehedinți, w gminie Poroina Mare. W 2011 roku liczyła 461 mieszkańców.